# Kersenboogerd

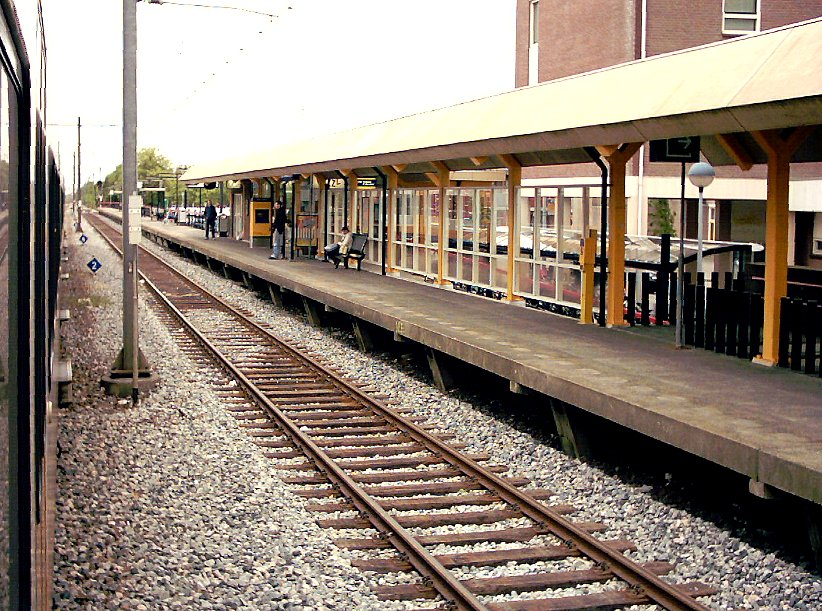
Bahnhof im Kersenboogerd

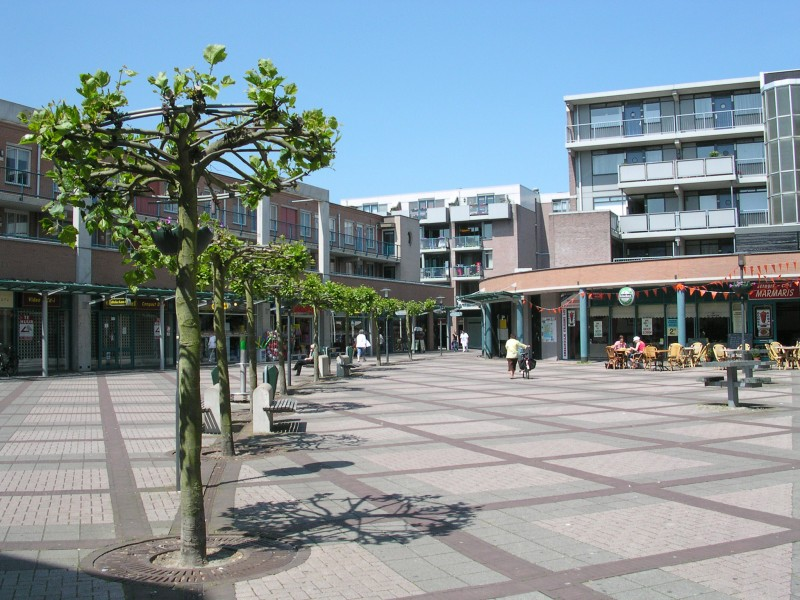
Einkaufszentrum im Kersenboogerd

Der Kersenboogerd ist ein Stadtteil der niederländischen Gemeinde Hoorn mit etwa 20.445 Einwohnern. 1981 wurde auf dem Gebiet der ehemaligen Gemeinde Westerblokker mit dem Bau des Stadtteils begonnen. In den ersten Jahren zogen vor allem Einwohner Amsterdams nach Kersenboogerd. Der Name ist eine Ableitung der niederländischen Wörter für Kirschen (kersen) und Obstgarten (boomgaard) und erinnert an einen hier früher wachsenden, ausgedehnten Garten mit Kirschbäumen.

## Geschichte
In den 1970er-Jahren wurde durch die Gemeinde Hoorn damit begonnen, Landankäufe im Gebiet des heutigen Kersenboogerd zu tätigen. Nach Beginn der Erschließung 1981 ging die Stadtverwaltung zunächst von einem geringeren Wachstum aus und nutzte größere Flächen als Wirtschaftswald. Der Bau neuer Häuser ging jedoch schneller voran als gedacht, ein Jahr später waren bereits 291 individuelle Wohnhäuser und ein Supermarkt der Firma Vlaar, zunächst untergebracht in einem provisorischen Bau, fertiggestellt.
1985 lebten in Kersenboogerd mehr als 4.000 Einwohner in etwas mehr als 1.900 Häusern. Kurz darauf wurden eine Niederlassung der staatlichen niederländischen Post Posterijen, Telegrafie en Telefonie, eine Bibliothek und ein Gesundheitszentrum mit einer Apotheke eröffnet.
Seit den 1990er-Jahren stieg die Zahl der Bewohner auf mehr als 20.000 an. Diverse Geschäfte und öffentliche Einrichtungen wurden hingegen geschlossen, darunter auch die einzige weiterführende Schule des Stadtteils.

## Verkehr
Mit dem provinciale weg N506 führt eine Hauptverkehrsstraße durch Kersenboogerd. Des Weiteren wurde 1983 der Bahnhof Hoorn Kersenboogerd an der Bahnstrecke Zaandam–Enkhuizen eröffnet.